# ラッシング・ビート乱 複製都市
『ラッシング・ビート乱 複製都市』（ラッシング・ビートらん ふくせいとし、RUSHING BEAT RUN）は、1992年12月22日にスーパーファミコン用ソフトとしてジャレコから発売されたベルトスクロールアクションゲームである。日本国外では『Brawl Brothers』のタイトルで発売されている。

## 概要
『ラッシング・ビート』（1992年）シリーズの2作目。今作ではつかみ返し（敵に掴まれた際、逆に相手を掴み返しそのまま組み技をかける）、返し技（後ろから掴まれた際、キャラクター固有の返し技で反撃する）、追い打ち攻撃（ダウン状態の敵に対し、キャラクター固有の追い打ち攻撃で追撃する）、アピール（技ではないが、キャラクターがポーズをとる）などのシステムが追加された。また、必殺技が前作の「技を使用すると倒した敵数スコアが減る」というものから、「自分の体力を消費して技を繰り出す」というものへ変更された。なお、必殺技を使用して消費した体力は、一定時間ダメージを受けなければ自動的に元に戻る（ダメージを受けてしまうと元には戻らない）。また、連続で必殺技を使用した場合はさらに体力が減り、一定時間経っても最後に使った1回分しか体力は戻らない。その他、「ダウン中の敵に通常攻撃やダッシュ攻撃で追い打ちができる」、「空中に打ち上げた敵にジャンプ攻撃で追い打ちができる」、「空中に打ち上げた敵を地上でダイレクトにキャッチでき、そのまま組み技をかける事ができる」など、アクション面での強化がなされている。難易度を変更することが可能で、難易度により敵とアイテムの出現数、ボスの強さ、エンディング後のスタッフロールといったものが変化する。

## ゲーム内容

### アイテム
本作に登場するアイテムを記述する。
投げ武器
- 岩、ナイフ、ダンベル - 拾って敵に投げつける。攻撃ボタンで投げつけると敵を貫通し、複数の相手にダメージを与えられる。投げボタン（L、Rボタン）で投げつけると敵に当たった際に貫通せず、はね返る。
- 焼夷弾 - 拾って敵に投げつける。命中すると相手は炎に包まれる。

火器
- ショットガン - R.E-GUNなどが装備している銃。特殊な弾丸を使用しており、撃たれた相手は炎に包まれる。攻撃ボタンで弾を発射し、弾切れは起こらず何発でも撃つ事が可能。ちなみに銃本体を直接投げつけて攻撃することもできる。

殴り武器
- 鉄パイプ、有刺鉄線バット、ハンマー - 相手を殴りつけて攻撃する。また、敵に投げつけて攻撃することもできる。

回復アイテム
回復アイテムは持ち歩くことができ、任意の場所で使用することができる。また、敵に投げつけてダメージを与えることも可能。なお、体力回復中に必殺技を使うと、体力の回復が止まってしまう。
- チョコ・バー、ドリンク - 体力を約4分の1回復させる。
- チーズ、ホットケーキ - 体力を約2分の1回復させる。
- フライドチキン、救急箱 - 体力を全回復させる。

### VSモード
対戦格闘ゲームのようにプレイヤー同士、またはCPUと対戦するモード。後述の5人のプレイヤーキャラクターを使用する。
- 1P VS 2P
1P側と2P側とで対戦するモード。先に2勝した方が勝利となる。
- 1P VS CPU
コンピュータと対戦するモード。CPU側のキャラクターも1Pで選択する。「1P VS 2P」と同じく先に2勝した方が勝利となる。
- TIME ATTACK
制限時間内に何人の敵を倒せるか1P側と2P側とで競うモード。2分間の間、無限に出現する雑魚敵を倒し続け、最終的に倒した敵の数が多い方が勝利となる。モード中、プレイヤーが敵に倒されるとその場で復活する。また、1P側（もしくは2P側）の攻撃を2P側（もしくは1P側）に当てることも可能。

## 設定

### ストーリー
リック・ノートンとダグラス・ビルドが覚醒剤密造組織ジョウカルを壊滅してから3年の歳月が流れていた。事件後ノートンは刑事を依願退職し、世界の頂点に立つ総合格闘技の確立を目指し自らの格闘技ジムを開く。一方ビルドは事件後もネオ・シスコ州警察に勤める傍ら、ノートンのジムで後進の指導にあたっていた。
やがてジムには、女子プロレスラー志願のウェンディ、柔道と骨法の達人ロード・J、戸隠流忍法を使う華斬が参加する事となる。
しかし或る日、ジムの仲間3人が行方不明となってしまう。そんな時、今や著名なルポライターとなったリックの妹マリア・ノートンがジムを訪れ、恐るべき情報を明らかにした。
ネオ・シスコ湾内に浮かぶ人工島、そこで秘密裏にクローン人間製造プロジェクトが進められており、そのサンプルとして何人もの人間がそこに拉致されている、そして同時に著名格闘家が次々と消息を絶っているという。
ジムに残された仲間2人は消息を絶った3人の手掛かりを求め、立ち入り禁止区域となっている人工島へと向かった。

### ステージ構成
本作のステージを記述する。
STAGE1 - BAY SIDE～BRIDGE
前半は市街地と人工島に通じる橋が舞台。途中ヘリによる妨害が入る。後半は下水道を進む。
STAGE2 - TRAINING FIELD
前半は地雷地帯を進む。ステージ中盤はエア・ターミナルへとつづくリフトの上で戦い、後半は格納庫が舞台となる。
STAGE3 - ROOFS～AIR SHED
前半は建物屋上を進んでいく。ビルからビルへ飛び移る危険なアクションを要求する。後半は電流トラップの敷き詰められた地下の建物内を進む。
STAGE4 - ADLER
ステージ通して敵の本拠地となる巨大な飛行要塞エイドラーが舞台となる。前半はエイドラー上部を、後半はエイドラー内部を進んでいく。

## 登場キャラクター
海外版で名称が違うキャラクターはスペルを2種類並べている。

### プレイヤーキャラクター
プレイヤーキャラクターはステージ毎に選択し直す事が可能。
リック・ノートン（RICK NORTON）(HACK)
前作に引き続き、本作でも主人公を務める。29歳。前作の事件のあと警察を依願退職し、格闘ジムを開いて武道家の育成に努めている。
攻撃力、スピード共にバランスがとれていて扱いやすい。得意武術はマーシャルアーツで、パンチ、ジャンプキック、ダイビング・エルボー、サッカーボール・キックといった攻撃と、背負い投げ、フルネルソン・スープレックスといった投げ技を持っている。必殺技は高速のパンチを連続で叩き込む「ラッシング・ナックル」。怒りモード時は背負い投げが強化される。
ダグラス・ビルド（DOUGLAS BILD）(SLASH)
前作に引き続き登場。47歳。ノートンと違い、今も警官を続けている。
ジャンプ力がなくスピードも遅いが、攻撃力が高い。延髄斬り、ダイビングラリアット、ケンカ・キック、パワーボム、DDT、リバースDDT、ギロチン・ドロップといったプロレス技をメインに戦う。また、前作同様金的攻撃を出すことも可能。必殺技は腕から衝撃波を放つ「アックス・ブラスター」。怒りモード時はパワーボムが強化される。
ロード・J（LORD J.）
日本で柔道と骨法を学んだ経験があり、日本武術に関心を持つノートンに誘われジムへやってきた。22歳。
ビルドと同じくパワー型のキャラクターだが、ビルドよりやや移動力に優れる。竜巻蹴り、竜巻飛び蹴り、投げ縄打ち（ラリアット）といった攻撃と、背負い落とし、巴投げ、裏投げといった投げ技を持つ。また、ビルド同様、金的攻撃を出すことができる。必殺技は左右に電撃を放つ「雷電撃」。怒りモード時は巴投げが強化される。
華斬（KAZAN）
忍術・戸隠流忍法の使い手。年齢不詳。かつてはスパイ活動の指導員としてCIAに所属していたらしい。
全キャラクター中で最もスピードがあり、3段ジャンプを行うことも可能。装備している刀による攻撃や足払い（スライディング）の他、首切り投げ、片腕返しといった投げ技を使う。必殺技の「羅身裂火斬」は威力が高く、攻撃範囲も広いという強力な性能を誇る。怒りモード時は敵を正面から掴んでの片腕返しが強化される。
ウェンディ・ミラン（WENDY MILAN）
女子プロレスラー志願であり、ビルドの勧めによりノートンジムへ参加。18歳。
ジャンプ力が高く、ドロップキック、ジャンピングソバットといったキック系の技と、タイガードライバー、フランケンシュタイナー、オーロラ・スペシャルといったプロレス技が得意。必殺技は回転ジャンプキックを繰り出す「ヒール・クラッシャー」。怒りモード時はタイガードライバーが強化される。

### 敵キャラクター

#### 雑魚キャラクター
K-M308（ケイ-エム308）(ZERO)
汎用クローン。本作で最も弱い雑魚キャラクター。雑用に使われることが多いため、戦闘訓練はあまり受けていない。パンチ、キックといった攻撃の他、掴み攻撃も行ってくる。
N-J（エヌ-ジェイ）(PHANTOM)
戦闘訓練されたK-M308。通常の色のものはK-M308と大差ないが、金色の個体は高速のショルダーアタックを仕掛けてくる。
R.E-GUN（アール.イー-ガン）(HECKLER)
軍事用ミリタリークローン。銃床による殴り攻撃やフロント・ハイキックを仕掛けてくる。また、時折その場に立ち止まり、辺りをキョロキョロと見渡すような挙動を見せる。赤い服のものは一切の打撃技を行わない代わりに、銃を撃ってくる。
HIG-E103（ヒグ-イー103）(FLYNN)
R.E-GUN同様ミリタリークローン。通常の色のものはR.E-GUNと大差ない。赤い服のものは一切の打撃技を行わない代わりに、焼夷弾を投げてくる。
J-WORKER（ジェイ-ワーカー）(LED HED)
基本的には作業用のクローン。下半身のみを強化されたクローンで、上半身にはアームローダーを着ている。攻撃方法はこのアームローダーによる殴り攻撃や掴み攻撃であり、高い攻撃力を持つ。
IRON-LEG（アイアン-レッグ）(FNORD)
格闘家（ムエタイ）をベースに造られたクローン。パンチ、キック、掴みといった攻撃の他、個体によっては飛び膝蹴りを使用してくる。
SLIDER（スライダー）(CYBERHED)
IRON-LEGの発展形。主にスライディングによる攻撃を仕掛けてくる。
BEGARO（ベガロ）(BUTCH)
プロレス技メインのクローン。プロレス最強論を唱える研究員がいた為、造られた。大柄で筋肉質の体を持つクローンで、攻撃力、体力共に高く様々なプロレス技を使用してくる強敵。個体によってはドロップキックやヒップドロップを仕掛けてくるものもいる。

#### ボスキャラクター
本作ではまず最初に5人のプレイヤーキャラクターの中から2人を選び、そこで選ばれなかった残り3人のキャラクターのクローンがボスキャラクターとして登場するようになっている。また、プレイヤーキャラクターのクローンを倒すと、次のステージからそのクローンの元となったプレイヤーキャラクターを使用することが可能になる。
NORTON（ノートン）(HACK)
ノートンのクローン。本人に比べ長髪になっている。本人と同じ攻撃手段に加え、前作のラストボス「キンターク」と同じように口からエネルギー弾を吐いたり、一度空中に上昇してからの突進攻撃を使用してくる。なお突進攻撃に関しては、隠しコマンドでこちらも出すことが可能。
BILD（ビルド）(SLASH)
ビルドのクローン。本人と同じ攻撃手段に加え、口から火を吹いたり（火炎放射）、空中に上昇してからの急降下キックを仕掛けてくる。なお火炎放射と急降下キックは、隠しコマンドでこちらも出すことが可能。
LORD.J（ロード・J）
ロード・Jのクローン。兜のようなものを被っている。攻撃手段は本人と同じだが、必殺技の「雷電撃」を多用したり強力な投げ技を使用してくる強敵。
KAZAN（華斬）
華斬のクローン。鬼の仮面を付けている。本人と同じ攻撃手段に加え、手裏剣を投げつけてきたり、部屋を回転させたりしてくる。また、必殺技が「全方位に手裏剣を放つ」というものに変更されている。
WENDY（ウェンディ）
ウェンディのクローン。ヘルメットのようなものを被っている。リングの上での戦いとなり、本人と同じ攻撃手段を持つ他、リング上のロープに飛び移り、そこから急降下攻撃を仕掛けてくる。
ICEMAN（アイスマン）(DIETER)
本作のラストボス。クローン製造プロジェクトのリーダー。攻撃形態が第1～第3段階まであり、第1、第2段階では三節棍で攻撃をしてくる他、こちらの攻撃に反応して、三節棍を回転させてのガードをしてくる。第3段階では三節棍が壊れ、キックなどの肉弾戦や、自らの分身のようなものを投げつけて攻撃してくる。

## 移植版
| No. | タイトル                                     | 発売日                        | 対応機種                   | 開発元   | 発売元             | メディア                            | 備考                             |
| --- | -------------------------------------------- | ----------------------------- | -------------------------- | -------- | ------------------ | ----------------------------------- | -------------------------------- |
| 1   | ラッシング・ビート乱 複製都市                | 2011年3月29日                 | Windows                    | ジャレコ | D4エンタープライズ | ダウンロード (プロジェクトEGG)      |                                  |
| 2   | Brawl Brothers ラッシング・ビート乱 複製都市 | 2011年4月1日 2011年5月10日    | Wii                        | ジャレコ | シティコネクション | ダウンロード (バーチャルコンソール) |                                  |
| 3   | Brawl Brothers ラッシング・ビート乱 複製都市 | 2013年11月21日 2013年11月27日 | Wii U                      | ジャレコ | シティコネクション | ダウンロード (バーチャルコンソール) |                                  |
| 4   | 16ビットコレクション ジャレコ Vol.1          | 2017年9月30日                 | レトロデュオ （SFC互換機） |          | JNNEX              | ロムカセット                        | 他SFC用4タイトルとのカップリング |
| 5   | スーパーファミコン Nintendo Classics         | 2019年9月6日                  | Nintendo Switch            | 任天堂   | 任天堂             | ダウンロード                        |                                  |

## スタッフ
- プログラム：吉田明広、大原健志、猪ヶ倉康雄、竹内史郎
- 絵：倉持伸幸、渡辺忠彦、前川恵一、渡部輝彦、高橋将人
- 企画：星和明、倉持亮一
- 音楽：伊勢村篤義、内田哉

## 評価
ゲーム誌『ファミコン通信』の「クロスレビュー」では、7・6・6・5の合計24点（満40点）、『ファミリーコンピュータMagazine』の読者投票による「ゲーム通信簿」での評価は以下の通りとなっており、20.79点（満30点）となっている。この得点はスーパーファミコン全ソフトの中で145位（323本中、1993年時点）となっている。
| 項目 | キャラクタ | 音楽 | 操作性 | 熱中度 | お買得度 | オリジナリティ | 総合  |
| 得点 | 3.69       | 3.39 | 3.64   | 3.71   | 3.17     | 3.19           | 20.79 |